# Хайдс, Джек
Джек Гордон Хайдс (англ. Jack Gordon Hides; 24 июня 1906, Порт-Морсби — 19 июня 1938, Сидней) — исследователь австралийских колоний Территория Папуа и Территория Новая Гвинея. C 1931 по 1936 год служил патрульным офицером, и в начале 1930-х возглавил ряд экспедиций, в частности возглавлял патруль через территорию племени ангу.

## Биография
Родился в Порте-Морсби в семье начальника тюрьмы Порта-Морсби. В 1932 году он женился на Маргерит Монтебелл Пристли, и вскоре стал отцом двоих детей. 
В 1935 году вице-губернатор Хуберт Мюррей назначил его руководителем экспедиции неисследованного Великого Плато Папуа между реками Стрикленд и Пурари. Его заместителем был Луис Джеймс О’Мэлли, также в состав экспедиции входили 10 полицейских и 28 носильщиков. Это была последняя крупная исследовательская пешеходная экспедиция без радио или воздушного обеспечения.
Он открыл месторождение золота в верховьях реки Стрикленд, а в 1936 году он ушёл в отставку с государственной службы, чтобы в феврале 1937 года, при поддержке инвесторов из Сиднея, возглавить частную экспедицию золотодобытчиков. Во время экспедиции его компаньон Дэвид Лийолл серьёзно заболел, и они были вынуждены вернуться на побережье, где Лийолл и умер в сентябре. Кроме того, потеряли много носильщиков от бери-бери. Подавленный случившимся, он вернулся в Сидней, где и умер в следующем году от пневмонии.